# Wolfgang Panning
Wolfgang Panning (* Verden) ist ein deutscher Spieleautor.

## Leben
Panning studierte Architektur. Aus gesundheitlichen Gründen musste er jedoch seine Arbeit als Architekt aufgeben. Schon früh entwickelte er Spiele und seit 2008 ist er für das Product Development bei Queen Games zuständig. Drei seiner Spiele wurden für die  Auswahlliste des Spiel des Jahres nominiert.

## Ludographie (Auswahl)
- Knock Out, 1993, TM-Spiele
- Olé, 1996, Abacusspiele
- Kismet, 1997, Abacusspiele
- Dörbern, 1998, Tagungshaus Drübberholz
- Nimm's Wörtlich, 1998, Tagungshaus Drübberholz
- Kardinal, 2000, Holzinsel
- Port Royal, 2000, Queen Games
- 4x4, 2001, Holzinsel
- Hexenrennen, 2001, Queen Games
- Freche Frösche, 2002, Queen Games
- Das Zauberschloss, 2003, HABA
- Flandern 1302 – Die Macht der Zünfte, 2004, Queen Games
- Indus, 2004, Queen Games
- Drachen Wurf, 2008, Schmidt Spiele
- Fresko, 2010 (zusammen mit Marcel Süßelbeck und Marco Ruskowski), Queen Games

## Auszeichnungen

### Auswahlliste des Spiel des Jahres
- 2000: Kardinal
- 2000: Port Royal
- 2001: Hexenrennen

### Spiel der Spiele
- 2008: Drachen Wurf

### Niederländischer Spielepreis
- 2010: Fresko (zusammen mit Marcel Süßelbeck und Marco Ruskowski)

### International Gamers Award
- 2010: Fresko (zusammen mit Marcel Süßelbeck und Marco Ruskowski)